# 14121 Stüwe
14121 Stüwe eller 1998 QM54 är en asteroid i huvudbältet som upptäcktes den 27 augusti 1998 av LONEOS vid Anderson Mesa Station. Den är uppkallad efter astronomen Joachim A. Stüwe.
Asteroiden har en diameter på ungefär 4 kilometer.